# Aldo Tarlao
Aldo Tarlao (født 26. marts 1926 i Grado, død 12. marts 2018 i Trieste) var en italiensk roer.
Tarlao vandt sammen med Giovanni Steffè og styrmand Alvino Grio EM-sølv i toer med styrmand ved EM 1947 i Luzern efter den ungarske båd.
Han deltog i OL 1948 i London sammen med Giovanni Steffè og styrmand Alberto Radi. Italienerne vandt deres indledende heat foran danskerne Tage Henriksen, Finn Pedersen og Carl-Ebbe Andersen, og i semifinalen vandt de over en jugoslavisk båd. I finalen lagde italienerne bedst ud, men danskerne overhalede dem og endte med at vinde guld med et forspring på næsten tolv sekunder. Italienerne var dog endnu længere foran ungarerne på tredjepladsen og sikrede sig sølvmedaljerne.
Steffè flyttede efter OL væk fra området, og Tarlao kom derpå til at ro sammen med Giuseppe Ramani og styrmand Luciano Marion. Denne besætning vandt EM-guld i toer med styrmand i både 1949, 1950 og 1951. Denne besætning deltog også i OL 1952 i Helsinki og vandt deres indledende heat og semifinale. I finalen havde de åbenbart opbrugt kræfterne, for de endte på en fjerdeplads, over tre sekunder fra bronzemedaljerne.

## OL-medaljer
- 1948:  Sølv i toer med styrmand